# Junokomunariwsk
Junokomunariwsk (ukrainisch Юнокомунарівськ – ukrainisch offiziell seit dem 12. Mai 2016 Бунге/Bunhe; russisch Юнокоммунаровск Junokommunarowsk) ist eine Stadt im Osten der ukrainischen Oblast Donezk mit etwa 14000 Einwohnern.

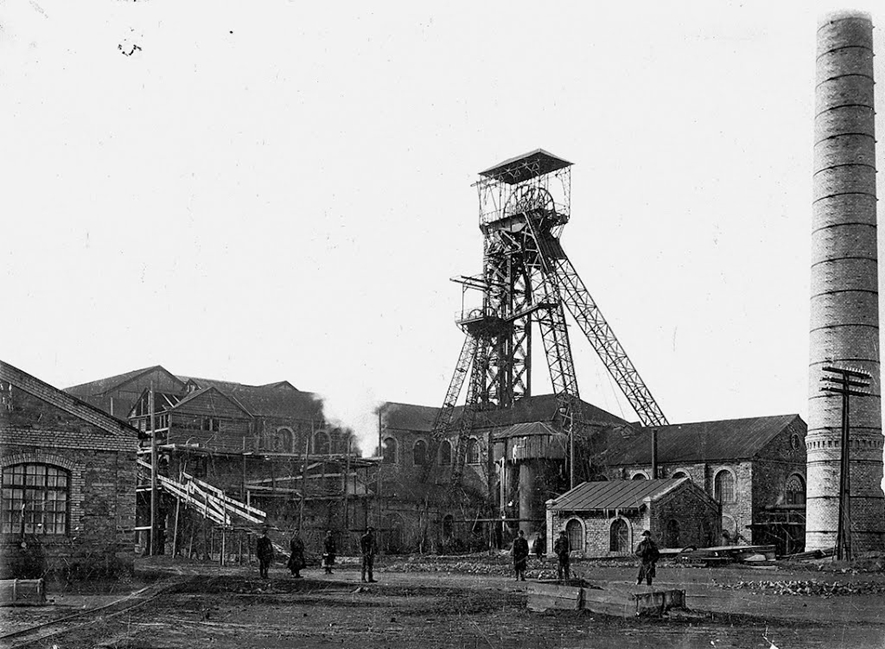
Kohlemine zu Beginn des 20. Jahrhunderts im Ort

Zur gleichnamigen Stadtratsgemeinde, die wiederum Teil der Stadtgemeinde von Jenakijewe ist, zählt auch die südlich gelegene Siedlung städtischen Typs Druschne.
Olchowatka liegt etwa 5 Kilometer östlich des Stadtzentrums von Jenakijewe und 41 Kilometer nordöstlich der Oblasthauptstadt Donezk, die Stadt ist stark durch den Bergbau geprägt.
Der Ort entstand im Zuge der Gründung eines russisch-belgischen Bergbauunternehmens im Jahre 1908, diese nannten den Schacht Bunge (Бунге). 1924 wurde der Ort in Junkom (Юнком), abgeleitet von Juny Kommunar (Юный коммунар) („Jugendkommune“) umbenannt. 1965 erhielt der Ort dann den Stadtstatus verliehen, gleichzeitig wurde er auf den heutigen Namen umbenannt.
Am 16. September 1972 wurde im Grubengebiet in einer Tiefe von 903 m ein Nuklearsprengsatz mit einer Sprengleistung von 0,3 kT gezündet. Mit dieser unterirdischen Sprengung konnte die Spannung in einer Verwerfung im Sandstein gelöst werden. Auch konnten weitere, schon mehrfach vorgekommene Gas-Blowouts verhindert werden.
Im September 2014 wurden im Verlaufe des Ukrainekrieges die ukrainischen Truppen durch die Separatisten der Volksrepublik Donezk aus der Stadt verdrängt.